# Gare de Lommersweiler
La gare de Lommersweiler (en allemand : bahnhof Lommerseiler) est une ancienne gare ferroviaire belge à la bifurcation des lignes 47, de Saint-Vith à Troisvierges et 46, de Lommerweiler à la frontière allemande, également fermées. Elle desservait l'ancienne commune de Lommersweiler (rattachée à Saint-Vith) dans la communauté germanophone de Belgique dans la province de Liège en Région wallonne.

## Situation ferroviaire
La gare de Lommersweiler constituait le point kilométrique (PK) 95.1 de la ligne 47, de Saint-Vith à Troisvierges (Luxembourg) entre la gare de Saint-Vith et la halte d'Auel ainsi que le PK d'origine (0.0) de la ligne 46, de Lommersweiler à la frontière allemande,.

## Histoire
La ligne des Fagnes (Vennbahn) constitue un maillon ferroviaire bâti par les Chemins de fer prussiens pour relier Aix-la-Chapelle à la région de l'Eifel avec embranchements vers Eupen, Malmédy et le Grand-duché de Luxembourg. Son tracé est formellement adopté en 1882. Au niveau du village de Lommersweiler, la ligne oblique vers l'Est pour se placer dans la continuité de la ligne de Gerolstein à Prüm (ligne de l'Eifel-Occidental (de)). La ligne en provenance de Troisvierges (Luxembourg) rejoint la ligne principale à Lommersweiler mais la gare principale et le dépôt de locomotives se trouvent à Saint-Vith.
La ligne est mise en service de 1885 à 1888. Il n'y a alors pas de gare à Lommersweiler, la commune n'ayant pas réalisé d'aménagements pour raccorder le chemin de fer au village, implanté sur les hauteurs[réf. nécessaire]. C'est finalement chose faite lorsque est mise en service la ligne vers Troisvierges, le 4 novembre 1889.
La simple halte des premiers jours devient par la suite[Quand ?] une gare à part entière dotée de trois quais, sept voies, un entrepôt à marchandises, une plaque tournante et un château d'eau, approvisionné par une station de pompage sur le ruisseau Braunlauf, lequel passe en souterrain sous le site de la gare. On y dételait la locomotive de pousse ajoutée aux lourds trains de minerais venant de la ligne de Troisvierges, aux rampes escarpées. Le bâtiment de la gare a, en revanche, toujours été une construction simpliste en bois bordée par une maison de cheminots en briques et un café,. Le trafic est alors important avec, en plus des trains de voyageurs ou marchandises locaux, des convois de charbon allemand amenant au retour du minerai extrait au Luxembourg. Les deux lignes sont mises à double voie autour de 1910, ce qui a nécessité le creusement d'un second tunnel ferroviaire parallèle à celui des années 1880 au nord de Lommersweiler.
Après l'armistice de 1918, les Cantons de l'Est et la grande majorité de la Vennbahn (section Raeren - Saint-Vith - frontière luxembourgeoise) sont attribués à la Belgique.
Durant l'entre-deux-guerres, le trafic reflue fortement, notamment avec la fin du transport de coke allemand dans les années 1930 et le choix d'utiliser d'autres lignes pour les trains de marchandises en transit. Les lignes rayonnant autour de Lommersweiler sont remises à simple voie.
Lors de la Seconde guerre mondiale, la région repasse sous contrôle allemand. À la fin du conflit la gare et ses environs sont pris pour cible par l'aviation puis se retrouvent sur la ligne de front. Les dégâts sont tels que toutes les lignes menant à Lommersweiler sont impraticables. La section en direction de Troisvierges est définitivement coupée en deux par la perte du pont sur la rivière Our à la sortie de Lommersweiler ; la frontière sera rectifiée en 1960 entérinant l'abandon de cette section qui comportait une courte incursion en territoire allemand. Sur la section venant de Saint-Vith, la destruction du tunnel de Lommersweiler le plus récent a conduit à la réouverture de celui de 1888, désaffecté dans les années 1930, ce qui permet à nouveau la circulation de trains jusqu'à la gare. Il faut attendre 1949 pour que la ligne 46 soit remise en service mais les trains de voyageurs y disparaissent déjà en 1952, suivis quelques années après par le service des marchandises.
Les rails vers Saint-Vith et la frontière allemande, qui ne voyaient plus passer le moindre train, sont démontés en 1960. Ceux qui restaient sur la section détruite en direction de Troisvierges l'ont été en 1953.

## Patrimoine ferroviaire
Rien ne subsiste du bâtiment de la gare. Le seul vestige tangible des installations ferroviaires est le passage souterrain reliant les trois quais, aménagé au début du XXe siècle ainsi qu'une des maisons cheminotes.
Un chemin du réseau RAVeL a été aménagé sur la section Saint-Vith - Lommersweiler de la ligne 47 et sur l'ensemble de la ligne 46, empruntant le tunnel de Lommersweiler (datant de 1888) ainsi qu'un haut pont sur le ruisseau Braunlauf à l'autre sortie de la gare ; le pont provisoire d'après-guerre ayant été démantelé après 1960, une passerelle moderne a été réalisée.
En direction de Troisvierges, le RAVeL ne reprend qu'au village d'Hemmeres, le viaduc sur l'Our n'ayant jamais été réparé. Le tunnel menant à ce pont était autrefois praticable mais a été muré au début du XXIe siècle.